# 劉銘伝

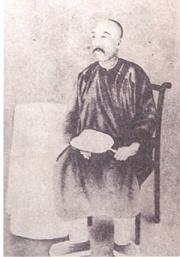
劉銘伝

劉 銘伝（りゅう めいでん、道光16年7月27日（1836年9月7日） - 光緒21年11月28日（1896年1月12日））は、清末の軍人・政治家。字は省三、号は大潜山人。安徽省廬州府合肥県西郷の出身。淮軍を率い、福建台湾省の初代巡撫に任命された。

## 生涯
幼少時代は11歳で父を失ったため生活が貧しく、18歳で学問を放棄し山賊に加担した。それに関わって咸豊6年（1856年）に母が自殺すると、故郷に戻り団練を組織した。太平天国の乱に際しては一旦は参加を考慮するも実行せず、同時に清軍による太平天国への積極的な介入にも反対する中立の立場を採用した。咸豊7年（1857年）、当時の合肥知県の討伐軍参加の要求を拒否し、一時投獄されるも間もなく赦され、李鴻章の淮軍に参加して太平天国討伐に参加している。劉銘伝の組織した淮軍の部隊は「銘軍」と呼ばれる。
同治3年（1864年）に部隊を率いて常州を攻撃、陳坤書を捕虜にする軍功を上げる。その功績により直隷提督に任じられ、同治6年（1867年）には捻軍を尹隆河の戦いで大打撃を与え、捻軍作戦での功績により一等男爵にも封じられている。しかし劉銘伝が北京で任官していた際、丁汝昌など他の官人との関係に衝突が生じた。そのため官を辞して故郷へと戻った劉銘伝は肥西書院などを建設し、祖祠を修復するなどの活動を行っている。
光緒10年（1884年）、ベトナムの権益を巡り清仏戦争が勃発すると、劉銘伝は清に再度任用され台湾へと向かい、台湾においてフランス軍の上陸作戦を何度となく阻止し、滬尾の戦いの勝利でフランス軍の台湾上陸計画を最終的に放棄させた。光緒11年（1885年）に清仏戦争が終結。戦中にフランス極東艦隊に台湾を海上封鎖されるなど、中国南東部沿海地域における台湾の戦略的重要性が明らかになった。そこで台湾統治を強化する必要性を痛感した清国政府は1885年10月、台湾を福建省より分離し独立した福建台湾省を設置し、劉銘伝は初代台湾巡撫に任じられた。
光緒17年（1891年）までの6年間、劉銘伝は台湾において各種防衛設備を整備し、軍備を再編し、同時に台湾にインフラを整備し、後の台湾の発展の基礎を築いた。インフラ整備としては台湾初の鉄道建設、台湾と福建間に電信ケーブルを敷設、その他電報局・煤務局・鉄路局等の管理機構を整備している。しかし彼の改革は官僚腐敗と財源問題を考慮しないものであり、財政負担は日を追って増加、汚職も蔓延し民衆の反発を受けることとなり、光緒15年（1889年）には彰化で施九緞の叛乱が発生している。
光緒17年（1891年）に故郷に戻り、後任に邵友濂が任命された。光緒21年11月28日（1896年1月12日）、故郷で病没している。著書に『劉壮粛公奏議』、『大潜山房詩稿』がある。
劉銘伝の軍界引退後、銘軍は甥の劉盛藻・劉盛休が継承したが、統制は次第に失われ、士気も低下し、日清戦争では遼東方面に出動したものの日本軍に敗れた。